# القاسي مطرود (عزبة)
قرية عزبة القاسي مطرود هي إحدى القرى التابعة لمركز الدلنجات في محافظة البحيرة في جمهورية مصر العربية. حسب إحصاءات سنة 2006، بلغ إجمالي السكان في عزبة القاسي مطرود 1523 نسمة، منهم 822 رجل و701 امرأة.